# Championnat du monde des rallyes
Navigation
IMC
Le championnat du monde des rallyes (World Rally Championship ou WRC) est une compétition de rallye automobile créée par la Fédération internationale de l'automobile (FIA) en 1973. Le titre de champion du monde des rallyes constructeurs est attribué dès 1973, le championnat pilotes et le championnat copilotes étant créés en 1979.
Le pilote et le copilote les plus titrés sont respectivement Sébastien Loeb et Daniel Elena avec neuf titres consécutifs de 2004 à 2012. La Scuderia Lancia est l'écurie détenant le record du nombre de titres constructeurs avec dix titres de champion du monde remportés des années 1970 au début des années 1990.

## Règlement
Les rallyes du championnat du monde se déroulent sur des routes fermées au public pour l'occasion et de différents types  (terre, neige, asphalte, etc.). Chaque épreuve est composée de plusieurs étapes, elles mêmes composées d'épreuves chronométrés appelées épreuves spéciales (parfois courues de nuit), allant d'un point à un autre. Les parties non chronométrées sont appelées étapes de liaison.
Les véhicules utilisés sont généralement des voitures de production (des modèles de série dits voitures de tourisme) modifiés suivant les possibilités offertes par le règlement.
Le pilote du véhicule est assisté par un copilote qui lui annonce les caractéristiques de la route à l'avance. L'équipage vainqueur est déterminé par l'addition des temps pour effectuer les épreuves spéciales, auxquels s'ajoutent les pénalités éventuelles récoltées pour pointage en avance, pointage en retard ou autre infraction du règlement sportif.

## Histoire

Pays ayant accueilli une manche du championnat du monde des rallyes.

Les rallyes auparavant dispersés sont progressivement rassemblés en championnats par la FIA, d'abord au niveau européen, avec la création du « championnat d'Europe des pilotes » en 1953, puis du « championnat d'Europe des marques » en 1968. S'ensuit une ouverture à l'international, avec la création du « championnat international des marques » en 1970, qui devient par la suite le « championnat du monde des constructeurs » en 1973, et le « championnat du monde des pilotes » en 1979, la Coupe FIA des conducteurs perdurant seulement de 1977 à 1978. L'organisation de championnats est un des facteurs qui attirent les constructeurs et augmentent la professionnalisation des courses : les premières voitures conçues spécialement pour le rallye apparaissent. La première est la Lancia Stratos, qui gagne 3 championnats consécutifs, face à une concurrence qui reste assez hétéroclite. Après quelques années toutefois, les constructeurs comprennent que l'effet publicitaire est meilleur lorsque ce sont des modèles de série qui gagnent.
Au fil des ans, les marques automobiles innovent et de nouvelles techniques apparaissent, à l'exemple des turbos et des 4 roues motrices, efficaces au début des années 1980. En 1982, un règlement remanié et une nouvelle catégorisation des participants entrent en vigueur : le groupe B, au règlement permissif et peu sécuritaire, est donc la catégorie reine du championnat. Le groupe B devient effectif à partir de 1983 en championnat du monde.
La fin des années 1980 et le début des années 1990 voient l'émergence d'écuries japonaises avec Toyota, Mitsubishi, Subaru, etc. Par ailleurs, la disparition du groupe B en fin d'année 1986 n'empêche pas la course technologique et budgétaire de reprendre, et les règlements doivent changer à nouveau pour niveler les disparités entre équipes en limitant notamment les reconnaissances et l'assistance technique. Conséquence directe de la perte de popularité de la discipline : entre 1994 et 1996, pour réduire les coûts, le nombre de manches du championnat doit être limité, et des rallyes auparavant annuels ne sont courus que certaines années.
| Catégorie | 73       | 74       | 75       | 76       | 77       | 78       | 79       | 80       | 81       | 82       | 83       | 84       | 85       | 86       | 87                   | 88                   | 89                   | 90                   | 91                   | 92                   | 93                   | 94                   | 95                   | 96                   |
| --------- | -------- | -------- | -------- | -------- | -------- | -------- | -------- | -------- | -------- | -------- | -------- | -------- | -------- | -------- | -------------------- | -------------------- | -------------------- | -------------------- | -------------------- | -------------------- | -------------------- | -------------------- | -------------------- | -------------------- |
| WRC       | Groupe 4 | Groupe 4 | Groupe 4 | Groupe 4 | Groupe 4 | Groupe 4 | Groupe 4 | Groupe 4 | Groupe 4 | Groupe 4 | Groupe B | Groupe B | Groupe B | Groupe B |                      |                      |                      |                      |                      |                      |                      |                      |                      |                      |
| WRC       |          |          |          |          |          |          |          |          |          |          |          |          | Groupe A |          |                      |                      |                      |                      |                      |                      |                      |                      |                      |                      |
| WRC-2     |          |          |          |          |          |          |          |          |          |          |          |          |          |          |                      |                      |                      |                      |                      |                      |                      |                      |                      |                      |
| WRC-3     |          |          |          |          |          |          |          |          |          |          |          |          |          |          | Coupe FIA Production | Coupe FIA Production | Coupe FIA Production | Coupe FIA Production | Coupe FIA Production | Coupe FIA Production | Coupe FIA Production | Coupe FIA Production | Coupe FIA Production | Coupe FIA Production |
| J-WRC     |          |          |          |          |          |          |          |          |          |          |          |          |          |          |                      |                      |                      |                      |                      |                      |                      |                      |                      |                      |

### Création de la catégorie WRC
Dans les années 1990, la World Rally Teams Association, une association gérée par David Richards, édite un document qui analyse la discipline et propose des modifications pour son futur. Ce document va initier un profond changement des règlements, avec la création de la catégorie WRC en 1997 : les véhicules engagés doivent correspondre à des modèles de grande série (d'au moins 2 500 exemplaires), mais ceux-ci peuvent être assez profondément modifiés pour la course, à condition de respecter de très nombreuses règles et contrôles (limite du poids des voitures, puissance entre 320 et 330ch, assistances et reconnaissances restreintes, etc). Les constructeurs s'engagent à participer à toutes les courses sur plusieurs années, mais en contrepartie, pour les aider à participer, des exceptions au règlement peuvent être accordées, par exemple l'homologation de véhicules à priori hors règlement. Le but général est de ne plus avoir un règlement passif, mais d'avoir à la place une organisation contrôlant les coûts et les risques, assurant un certain spectacle grâce à un plateau de concurrents fourni, à la compétitivité proche, de manière à maîtriser l'image médiatique du rallye et à en profiter. La Toyota Corolla est la première voiture conçue totalement pour ce nouveau règlement.
| Catégorie | 97                   | 98                   | 99                   | 00                   | 01                   | 02         | 03         | 04         | 05         | 06         | 07         | 08         | 09         | 10         | 11         | 12         | 13         | 14         | 15         | 16         | 17              | 18              | 19              | 20              | 21              | 22                | 23                |
| --------- | -------------------- | -------------------- | -------------------- | -------------------- | -------------------- | ---------- | ---------- | ---------- | ---------- | ---------- | ---------- | ---------- | ---------- | ---------- | ---------- | ---------- | ---------- | ---------- | ---------- | ---------- | --------------- | --------------- | --------------- | --------------- | --------------- | ----------------- | ----------------- |
| WRC       | WRC (2.0L)           | WRC (2.0L)           | WRC (2.0L)           | WRC (2.0L)           | WRC (2.0L)           | WRC (2.0L) | WRC (2.0L) | WRC (2.0L) | WRC (2.0L) | WRC (2.0L) | WRC (2.0L) | WRC (2.0L) | WRC (2.0L) | WRC (2.0L) | WRC (1.6L) | WRC (1.6L) | WRC (1.6L) | WRC (1.6L) | WRC (1.6L) | WRC (1.6L) | WRC Plus (1.6L) | WRC Plus (1.6L) | WRC Plus (1.6L) | WRC Plus (1.6L) | WRC Plus (1.6L) | FIA Rally1 (1.6L) | FIA Rally1 (1.6L) |
| WRC-2     |                      |                      |                      |                      |                      |            |            |            |            |            |            |            |            | S-WRC      | S-WRC      | S-WRC      | WRC-2      | WRC-2      | WRC-2      | WRC-2      | WRC-2           | WRC-2           | WRC-2           | WRC-2           | WRC-2           | WRC-2             | WRC-2             |
| WRC-3     | Coupe FIA Production | Coupe FIA Production | Coupe FIA Production | Coupe FIA Production | Coupe FIA Production | P-WRC      | P-WRC      | P-WRC      | P-WRC      | P-WRC      | P-WRC      | P-WRC      | P-WRC      | P-WRC      | P-WRC      | P-WRC      | WRC-3      | WRC-3      | WRC-3      | WRC-3      | WRC-3           | WRC-3           | WRC-3           | WRC-3           | WRC-3           | WRC-3             | WRC-3             |
| J-WRC     |                      |                      |                      |                      | C.                   | J-WRC      | J-WRC      | J-WRC      | J-WRC      | J-WRC      | J-WRC      | J-WRC      | J-WRC      | J-WRC      | WRC Ac.    | WRC Ac.    | J-WRC      | J-WRC      | J-WRC      | J-WRC      | J-WRC           | J-WRC           | J-WRC           | J-WRC           | J-WRC           | J-WRC             | J-WRC             |

### Palmarès du championnat du monde des rallyes (WRC)
| Saison                                      |                         | Championnat constructeurs     | Championnat constructeurs |                                                      | Championnat pilotes       | Championnat pilotes |                          | Championnat copilotes | Championnat copilotes |
| Saison                                      | Constructeur            | Voiture                       | Pilote                    | Voiture                                              | Copilote                  | Pilote              |                          |                       |                       |
|                                             |                         |                               |                           |                                                      |                           |                     |                          |                       |                       |
| Championnat International des Marques (ICM) |                         |                               |                           |                                                      |                           |                     |                          |                       |                       |
|                                             |                         |                               |                           |                                                      |                           |                     |                          |                       |                       |
| 1970                                        |                         | Porsche                       | 911S                      |                                                      | Pas de championnat        | Pas de championnat  |                          | Pas de championnat    | Pas de championnat    |
| 1971                                        | Alpine                  | A110 1600S                    |                           |                                                      | Pas de championnat        | Pas de championnat  |                          | Pas de championnat    | Pas de championnat    |
| 1972                                        | Lancia                  | Fulvia 1.6 HF                 |                           |                                                      | Pas de championnat        | Pas de championnat  |                          | Pas de championnat    | Pas de championnat    |
|                                             |                         |                               |                           |                                                      |                           |                     |                          |                       |                       |
| Championnat du monde des rallyes (WRC)      |                         |                               |                           |                                                      |                           |                     |                          |                       |                       |
|                                             |                         |                               |                           |                                                      |                           |                     |                          |                       |                       |
| 1973                                        |                         | Alpine-Renault                | A110 1800                 |                                                      | Pas de championnat        | Pas de championnat  |                          | Pas de championnat    | Pas de championnat    |
| 1974                                        | Lancia                  | Stratos HF                    |                           |                                                      | Pas de championnat        | Pas de championnat  |                          | Pas de championnat    | Pas de championnat    |
| 1975                                        | Lancia (2)              | Stratos HF (2)                |                           |                                                      | Pas de championnat        | Pas de championnat  |                          | Pas de championnat    | Pas de championnat    |
| 1976                                        | Lancia (3)              | Stratos HF (3)                |                           |                                                      | Pas de championnat        | Pas de championnat  |                          | Pas de championnat    | Pas de championnat    |
| 1977                                        | Fiat                    | 131 Abarth                    | Sandro Munari             | Lancia Stratos HF'                                   |                           |                     |                          | Pas de championnat    | Pas de championnat    |
| 1978                                        | Fiat (2)                | 131 Abarth (2)                | Markku Alén               | Fiat 131 Abarth Lancia Stratos HF                    |                           |                     |                          | Pas de championnat    | Pas de championnat    |
| 1979                                        | Ford                    | Escort RS 1800/2000           | Björn Waldegård           | Escort RS 1800 Mercedes-Benz 450 SLC 5.0             | Hans Thorszelius          | Björn Waldegård     |                          |                       |                       |
| 1980                                        | Fiat (3)                | 131 Abarth (3)                | Walter Röhrl              | Fiat 131 Abarth                                      | Christian Geistdörfer     | Walter Röhrl        |                          |                       |                       |
| 1981                                        | Peugeot-Talbot-Chrysler | Sunbeam-Lotus                 | Ari Vatanen               | Escort RS 1800                                       | David Richards            | Ari Vatanen         |                          |                       |                       |
| 1982                                        | Audi                    | Quattro                       | Walter Röhrl (2)          | Opel Ascona 400                                      | Christian Geistdörfer (2) | Walter Röhrl        |                          |                       |                       |
| 1983                                        | Lancia (4)              | Rally 037                     | Hannu Mikkola             | Audi Quattro A1 Audi Quattro A2                      | Arne Hertz                | Hannu Mikkola       |                          |                       |                       |
| 1984                                        | Audi (2)                | Quattro (2)                   | Stig Blomqvist            | Audi Quattro A2 Audi Quattro Sport                   | Björn Cederberg           | Stig Blomqvist      |                          |                       |                       |
| 1985                                        | Peugeot                 | 205 Turbo 16                  | Timo Salonen              | Peugeot 205 Turbo 16 Peugeot 205 Turbo 16 Évo2       | Seppo Harjanne            | Timo Salonen        |                          |                       |                       |
| 1986                                        | Peugeot (2)             | 205 Turbo 16 Évo2 (2)         | Juha Kankkunen            | Peugeot 205 Turbo 16 Évo2                            | Juha Piironen             | Juha Kankkunen      |                          |                       |                       |
| 1987                                        | Lancia (5)              | Delta HF 4WD                  | Juha Kankkunen (2)        | Lancia Delta HF 4WD                                  | Juha Piironen (2)         | Juha Kankkunen      |                          |                       |                       |
| 1988                                        | Lancia (6)              | Delta Integrale (2)           | Massimo Biasion           | Lancia Delta HF 4WD Lancia Delta Integrale           | Tiziano Siviero           | Massimo Biasion     |                          |                       |                       |
| 1989                                        | Lancia (7)              | Delta Integrale (3)           | Massimo Biasion (2)       | Lancia Delta Integrale Lancia Delta HF Integrale 16v | Tiziano Siviero (2)       | Massimo Biasion     |                          |                       |                       |
| 1990                                        | Lancia (8)              | Delta Integrale (4)           | Carlos Sainz              | Toyota Celica GT-4 (ST165)                           | Luís Moya                 | Carlos Sainz        |                          |                       |                       |
| 1991                                        | Lancia (9)              | Delta Integrale (5)           | Juha Kankkunen (3)        | Lancia Delta Integrale HF 16v                        | Juha Piironen (3)         | Juha Kankkunen      |                          |                       |                       |
| 1992                                        | Lancia (10)             | Delta HF Integrale (6)        | Carlos Sainz (2)          | Toyota Celica Turbo 4WD (ST185)                      | Luís Moya (2)             | Carlo Sainz         |                          |                       |                       |
| 1993                                        | Toyota                  | Celica Turbo 4WD (ST185)      | Juha Kankkunen (4)        | Toyota Celica Turbo 4WD (ST185)                      | Daniel Grataloup          | François Delecour   |                          |                       |                       |
| 1994                                        | Toyota (2)              | Celica Turbo 4WD (ST185) (2)  | Didier Auriol             | Toyota Celica Turbo 4WD (ST185)                      | Bernard Occelli           | Didier Auriol       |                          |                       |                       |
| 1995                                        | Subaru                  | Impreza 555                   | Colin McRae               | Subaru Impreza 555                                   | Derek Ringer              | Colin McRae         |                          |                       |                       |
| 1996                                        | Subaru (2)              | Impreza 555 (2)               | Tommi Mäkinen             | Mitsubishi Lancer Evo III                            | Seppo Harjanne            | Tommi Mäkinen       |                          |                       |                       |
| 1997                                        | Subaru (3)              | Impreza WRC 97                | Tommi Mäkinen (2)         | Mitsubishi Lancer Evo IV                             | Seppo Harjanne (2)        | Tommi Mäkinen       |                          |                       |                       |
| 1998                                        | Mitsubishi              | Lancer Evolution V Carisma GT | Tommi Mäkinen (3)         | Mitsubishi Lancer Evo IV Mitsubishi Lancer Evo V     | Risto Mannisenmäki        | Tommi Mäkinen       |                          |                       |                       |
| 1999                                        | Toyota (3)              | Corolla WRC                   | Tommi Mäkinen (4)         | Mitsubishi Lancer Evo VI                             | Risto Mannisenmäki (2)    | Tommi Mäkinen       |                          |                       |                       |
| 2000                                        | Peugeot (3)             | 206 WRC                       | Marcus Grönholm           | Peugeot 206 WRC                                      | Timo Rautiainen           | Marcus Grönholm     |                          |                       |                       |
| 2001                                        | Peugeot (4)             | 206 WRC (2)                   | Richard Burns             | Subaru Impreza WRC 2001                              | Robert Reid               | Richard Burns       |                          |                       |                       |
| 2002                                        | Peugeot (5)             | 206 WRC (3)                   | Marcus Grönholm (2)       | Peugeot 206 WRC                                      | Timo Rautiainen (2)       | Marcus Grönholm     |                          |                       |                       |
| 2003                                        | Citroën                 | Xsara WRC                     | Petter Solberg            | Subaru Impreza WRC 2003                              | Phil Mills                | Petter Solberg      |                          |                       |                       |
| 2004                                        | Citroën (2)             | Xsara WRC (2)                 | Sébastien Loeb            | Citroën Xsara WRC                                    | Daniel Elena              | Sébastien Loeb      |                          |                       |                       |
| 2005                                        | Citroën (3)             | Xsara WRC (3)                 | Sébastien Loeb (2)        | Citroën Xsara WRC                                    | Daniel Elena (2)          | Sébastien Loeb      |                          |                       |                       |
| 2006                                        | Ford (2)                | Focus RS WRC                  | Sébastien Loeb (3)        | Citroën Xsara WRC                                    | Daniel Elena (3)          | Sébastien Loeb      |                          |                       |                       |
| 2007                                        | Ford (3)                | Focus RS WRC (2)              | Sébastien Loeb (4)        | Citroën C4 WRC                                       | Daniel Elena (4)          | Sébastien Loeb      |                          |                       |                       |
| 2008                                        | Citroën (4)             | C4 WRC                        | Sébastien Loeb (5)        | Citroën C4 WRC                                       | Daniel Elena (5)          | Sébastien Loeb      |                          |                       |                       |
| 2009                                        | Citroën (5)             | C4 WRC (2)                    | Sébastien Loeb (6)        | Citroën C4 WRC                                       | Daniel Elena (6)          | Sébastien Loeb      |                          |                       |                       |
| 2010                                        | Citroën (6)             | C4 WRC (3)                    | Sébastien Loeb (7)        | Citroën C4 WRC                                       | Daniel Elena (7)          | Sébastien Loeb      |                          |                       |                       |
| 2011                                        | Citroën (7)             | DS3 WRC                       | Sébastien Loeb (8)        | Citroën DS3 WRC                                      | Daniel Elena (8)          | Sébastien Loeb      |                          |                       |                       |
| 2012                                        | Citroën (8)             | DS3 WRC (2)                   | Sébastien Loeb (9)        | Citroën DS3 WRC                                      | Daniel Elena (9)          | Sébastien Loeb      |                          |                       |                       |
| 2013                                        | Volkswagen              | Polo R WRC                    | Sébastien Ogier           | Volkswagen Polo R WRC                                | Julien Ingrassia          | Sébastien Ogier     |                          |                       |                       |
| 2014                                        | Volkswagen (2)          | Polo R WRC (2)                | Sébastien Ogier (2)       | Volkswagen Polo R WRC                                | Julien Ingrassia (2)      | Sébastien Ogier     |                          |                       |                       |
| 2015                                        | Volkswagen (3)          | Polo R WRC (3)                | Sébastien Ogier (3)       | Volkswagen Polo R WRC                                | Julien Ingrassia (3)      | Sébastien Ogier     |                          |                       |                       |
| 2016                                        | Volkswagen (4)          | Polo R WRC (4)                | Sébastien Ogier (4)       | Volkswagen Polo R WRC                                | Julien Ingrassia (4)      | Sébastien Ogier     |                          |                       |                       |
| 2017                                        | M-Sport (Ford) (4)      | Fiesta RS WRC                 | Sébastien Ogier (5)       | Ford Fiesta RS WRC                                   | Julien Ingrassia (5)      | Sébastien Ogier     |                          |                       |                       |
| 2018                                        | Toyota (4)              | Yaris WRC                     | Sébastien Ogier (6)       | Ford Fiesta RS WRC                                   | Julien Ingrassia (6)      | Sébastien Ogier     |                          |                       |                       |
| 2019                                        | Hyundai                 | i20 Coupe WRC                 | Ott Tänak                 | Toyota Yaris WRC                                     | Martin Järveoja           | Ott Tänak           |                          |                       |                       |
| 2020                                        | Hyundai (2)             | i20 Coupe WRC (2)             | Sébastien Ogier (7)       | Toyota Yaris WRC                                     | Julien Ingrassia (7)      | Sébastien Ogier     |                          |                       |                       |
| 2021                                        | Toyota (5)              | Yaris WRC (2)                 |                           | Sébastien Ogier (8)                                  | Toyota Yaris WRC          |                     | Julien Ingrassia (8)     | Sébastien Ogier       |                       |
| 2022                                        | Toyota (6)              | GR Yaris Rally1               |                           | Kalle Rovanperä                                      | Toyota GR Yaris Rally1    |                     | Jonne Halttunen (en)     | Kalle Rovanperä       |                       |
| 2023                                        | Toyota (7)              | GR Yaris Rally1 (2)           |                           | Kalle Rovanperä (2)                                  | Toyota GR Yaris Rally1    |                     | Jonne Halttunen (en) (2) | Kalle Rovanperä       |                       |
| 2024                                        | Toyota (8)              | GR Yaris Rally1 (3)           |                           | Thierry Neuville                                     | Hyundai i20 N Rally1      |                     | Martijn Wydaeghe         | Thierry Neuville      |                       |

Remarques palmarès :
Sandro Munari, Walter Röhrl et Miki Biasion ont également été champions d'Europe de la discipline. Röhrl l'a été pour l'Afrique, et Carlos Sainz l'a été pour l'Asie-Pacifique.
Les Français ont remporté 18 titres de champion du monde pilote, avec Didier Auriol en 1994, Sébastien Loeb de 2004 à 2012 (9) et Sébastien Ogier de 2013 à 2018 puis en 2020 et 2021 (8). Jean-Luc Thérier a obtenu le meilleur total de points chez les pilotes en 1973 mais n'a pas remporté de titre, seul le classement constructeurs étant reconnu pour le championnat du monde. Les pilotes français ont également terminé six fois vice-champions du monde des pilotes, avec Jean-Pierre Nicolas en 1978, Guy Fréquelin en 1981, Michèle Mouton en 1982, Didier Auriol en 1990, François Delecour en 1993 et Sébastien Loeb en 2003. 
Du côté des copilotes, huit titres ont été remportés par des Français ( Daniel Elena étant Monégasque), avec Daniel Grataloup en 1993, Bernard Occelli en 1994 et Julien Ingrassia de 2013 à 2018 puis en 2020 et 2021. Jean Todt a également terminé vice-champion du monde des copilotes en 1981.
En catégorie Junior, les Français ont été quatre fois champions du monde des pilotes, avec Sébastien Loeb en 2001, Brice Tirabassi en 2003, Sébastien Ogier en 2008 et Stéphane Lefebvre en 2014. La France compte également 3 champions du monde des copilotes Junior, avec Jacques-Julien Renucci en 2003, Julien Ingrassia en 2008 et Thomas Dubois en 2014. Alain Oreille a été deux fois champion du monde des pilotes de voitures de production, en 1989 et 1990, avec Gilles Thimonier puis Michel Roissard, tandis que Sébastien Chardonnet l'a été en 2013 (2 roues motrices et production), associé à Thibault de la Haye.

La France a obtenu un titre de champion international des marques (Alpine) et quinze titres de champion du monde des constructeurs : 1 pour Alpine Renault, 6 pour Peugeot (dont 1 Talbot) et 8 pour Citroën.

#### Records de titres par constructeur (depuis 1970)
- 10 fois : Lancia
- 8 fois : Citroën
- 8 fois : Toyota
- 5 fois : Peugeot
- 4 fois : Volkswagen, Ford (M-Sport)
- 3 fois : Subaru, Fiat
- 2 fois : Audi, Hyundai, Alpine-Renault
- 1 fois : Mitsubishi, Talbot

#### Records de titres par pilote (depuis 1977)
- 9 fois : Sébastien Loeb
- 8 fois : Sébastien Ogier
- 4 fois : Tommi Mäkinen, Juha Kankkunen
- 2 fois : Marcus Grönholm, Carlos Sainz, Massimo Biasion, Walter Röhrl, Kalle Rovanperä
- 1 fois : Ott Tänak, Petter Solberg, Richard Burns, Colin McRae, Didier Auriol, Timo Salonen, Stig Blomqvist, Hannu Mikkola, Ari Vatanen, Björn Waldegård, Thierry Neuville.

Source

#### Records de victoires par pilote (depuis 1974)
- 80 victoires :  Sébastien Loeb (1999-2022) en 184 courses (soit 43,48 %) (série en cours)
- 63 victoires :  Sébastien Ogier (2008-2025) en 190 courses (soit 32,10 %) (série en cours)
- 30 victoires :  Marcus Grönholm (1989-2019) en 152 courses (soit 19,74 %)
- 26 victoires :  Carlos Sainz (1987-2005) en 196 courses (soit 13,26 %)
- 25 victoires :  Colin McRae (1987-2006) en 146 courses (soit 17,12 %)
- 24 victoires :  Tommi Mäkinen (1987-2003) en 139 courses (soit 17,27 %)
- 23 victoires :  Juha Kankkunen (1979-2009) en 162 courses (soit 14,20 %)
- 21 victoires :  Thierry Neuville (2010-2025) en 166 courses (soit 12,65 %) (série en cours)
- 21 victoires :  Ott Tänak (2009-2025) en 159 courses (soit 12,58 %) (série en cours)
- 20 victoires :  Didier Auriol (1984-2024) en 152 courses (soit 13,16 %)
- 19 victoires :  Markku Alén (1973-2001) en 129 courses (soit 14,73 %)
- 18 victoires :  Hannu Mikkola (1973-1993) en 123 courses (soit 14,63 %)
- 18 victoires :  Jari-Matti Latvala (2002-2020) en 209 courses (soit 8,61 %)
- 17 victoires :  Massimo Biasion (1980-1994) en 78 courses (soit 21,79 %)
- 16 victoires :  Björn Waldegård (1973-1992) en 95 courses (soit 16,84 %)
- 15 victoires :  Mikko Hirvonen (2002-2014) en 163 courses (soit 9,20 %)
- 15 victoires :  Kalle Rovanperä (2017-2025) en 74 courses (soit 20,27 %) (série en cours)
- 14 victoires :  Walter Röhrl (1973-1987) en 75 courses (soit 18,67 %)
- 13 victoires :  Petter Solberg (1998-2018) en 190 courses (soit 6,84 %)
- 11 victoires :  Timo Salonen (1974-2002) en 95 courses (soit 11,6%)
- 11 victoires :  Stig Blomqvist (1973-2006) en 122 courses (soit 9%)
- 10 victoires :  Ari Vatanen (1974-2003) en 101 courses (soit 9,9%)
- 10 victoires :  Richard Burns (1990-2003) en 104 courses (soit 9,6%)

### Évolution du système de notation
| Rang | 1973–1976 | 1977–1985          | 1986–1996          | 1997–2002 | 2003–2009 | Depuis 2010 |
| --- | --------- | ------------------ | ------------------ | --------- | --------- | ----------- |
| 1er | 20 points | 10 points 8 points | 12 points 8 points | 10 points | 10 points | 25 points   |
| 2e | 15 points | 9 points 7 points  | 10 points 7 points | 6 points  | 8 points  | 18 points   |
| 3e | 12 points | 8 points 6 points  | 8 points 6 points  | 4 points  | 6 points  | 15 points   |
| 4e | 10 points | 7 points 5 points  | 7 points 5 points  | 3 points  | 5 points  | 12 points   |
| 5e | 8 points  | 6 points 4 points  | 6 points 4 points  | 2 points  | 4 points  | 10 points   |
| 6e | 6 points  | 5 points 3 points  | 5 points 3 points  | 1 point   | 3 points  | 8 points    |
| 7e | 4 points  | 4 points 2 points  | 4 points 2 points  | -         | 2 points  | 6 points    |
| 8e | 3 points  | 3 points 1 point   | 3 points 1 point   | -         | 1 point   | 4 points    |
| 9e | 2 points  | 2 points -         | 2 points -         | -         | -         | 2 points    |
| 10e | 1 point   | 1 point -          | 1 point -          | -         | -         | 1 point     |
| (En rouge: points en fonction du classement final du rallye) (En bleu: points en fonction du classement du groupe) |           |                    |                    |           |           |             |

| Rang                                  | 1979-1996 | 1997-2002 | 2003-2009 | 2010      | 2011-2016 | 2017-     |
| ------------------------------------- | --------- | --------- | --------- | --------- | --------- | --------- |
| 1er                                   | 20 points | 10 points | 10 points | 25 points | 25 points | 25 points |
| 2e                                    | 15 points | 6 points  | 8 points  | 18 points | 18 points | 18 points |
| 3e                                    | 12 points | 4 points  | 6 points  | 15 points | 15 points | 15 points |
| 4e                                    | 10 points | 3 points  | 5 points  | 12 points | 12 points | 12 points |
| 5e                                    | 8 points  | 2 points  | 4 points  | 10 points | 10 points | 10 points |
| 6e                                    | 6 points  | 1 point   | 3 points  | 8 points  | 8 points  | 8 points  |
| 7e                                    | 4 points  | -         | 2 points  | 6 points  | 6 points  | 6 points  |
| 8e                                    | 3 points  | -         | 1 point   | 4 points  | 4 points  | 4 points  |
| 9e                                    | 2 points  | -         | -         | 2 points  | 2 points  | 2 points  |
| 10e                                   | 1 point   | -         | -         | 1 point   | 1 point   | 1 point   |
| Place dans le Power stage depuis 2011 |           |           |           |           |           |           |
| 1er                                   | -         | -         | -         | -         | 3 points  | 5 points  |
| 2e                                    | -         | -         | -         | -         | 2 points  | 4 points  |
| 3e                                    | -         | -         | -         | -         | 1 point   | 3 points  |
| 4e                                    | -         | -         | -         | -         | -         | 2 points  |
| 5e                                    | -         | -         | -         | -         | -         | 1 point   |

## Épreuves

### Évolution du calendrier jusqu'à l'avènement du WRC
| Rallyes | 73               | 74               | 75               | 76               | 77               | 78               | 79               | 80               | 81               | 82              | 83              | 84              | 85              | 86              | 87              | 88              | 89              | 90                | 91                | 92                | 93                | 94                | 95                | 96                | Total sur la période |
| --- | ---------------- | ---------------- | ---------------- | ---------------- | ---------------- | ---------------- | ---------------- | ---------------- | ---------------- | --------------- | --------------- | --------------- | --------------- | --------------- | --------------- | --------------- | --------------- | ----------------- | ----------------- | ----------------- | ----------------- | ----------------- | ----------------- | ----------------- | -------------------- |
| Tour de Corse |                  |                  |                  |                  |                  |                  |                  |                  |                  |                 |                 |                 |                 |                 |                 |                 |                 |                   |                   |                   |                   |                   |                   |                   | 23                   |
| Rallye de Finlande |                  |                  |                  |                  |                  |                  |                  |                  |                  |                 |                 |                 |                 |                 |                 |                 |                 |                   |                   |                   |                   |                   |                   |                   | 23                   |
| Rallye de Grande-Bretagne                                                                                                   |                  |                  |                  |                  |                  |                  |                  |                  |                  |                 |                 |                 |                 |                 |                 |                 |                 |                   |                   |                   |                   |                   |                   |                   | 23                   |
| Rallye du Portugal |                  |                  |                  |                  |                  |                  |                  |                  |                  |                 |                 |                 |                 |                 |                 |                 |                 |                   |                   |                   |                   |                   |                   |                   | 23                   |
| Rallye Safari |                  |                  |                  |                  |                  |                  |                  |                  |                  |                 |                 |                 |                 |                 |                 |                 |                 |                   |                   |                   |                   |                   |                   |                   | 23                   |
| Rallye Sanremo |                  |                  |                  |                  |                  |                  |                  |                  |                  |                 |                 |                 |                 | [3]             |                 |                 |                 |                   |                   |                   |                   |                   |                   |                   | 23                   |
| Rallye de l'Acropole |                  | [1]              |                  |                  |                  |                  |                  |                  |                  |                 |                 |                 |                 |                 |                 |                 |                 |                   |                   |                   |                   |                   |                   |                   | 22                   |
| Rallye Monte-Carlo |                  | [1]              |                  |                  |                  |                  |                  |                  |                  |                 |                 |                 |                 |                 |                 |                 |                 |                   |                   |                   |                   |                   |                   |                   | 22                   |
| Rallye de Suède |                  | [1]              |                  |                  |                  |                  |                  |                  |                  |                 |                 |                 |                 |                 |                 |                 |                 | [4]               |                   |                   |                   |                   |                   |                   | 21                   |
| Rallye de Nouvelle-Zélande                                                                                                  |                  |                  |                  |                  |                  |                  |                  |                  |                  |                 |                 |                 |                 |                 |                 |                 |                 |                   |                   |                   |                   |                   |                   |                   | 17                   |
| Rallye d'Argentine |                  |                  |                  |                  |                  |                  |                  |                  |                  | [2]             |                 |                 |                 |                 |                 |                 |                 |                   |                   |                   |                   |                   |                   |                   | 15                   |
| Rallye de Côte d'Ivoire |                  |                  |                  |                  |                  |                  |                  |                  |                  |                 |                 |                 |                 |                 |                 |                 |                 |                   |                   |                   |                   |                   |                   |                   | 15                   |
| Rallye d'Australie |                  |                  |                  |                  |                  |                  |                  |                  |                  |                 |                 |                 |                 |                 |                 |                 |                 |                   |                   |                   |                   |                   |                   |                   | 7                    |
| Rallye de Catalogne |                  |                  |                  |                  |                  |                  |                  |                  |                  |                 |                 |                 |                 |                 |                 |                 |                 |                   |                   |                   |                   |                   |                   |                   | 5                    |
| Critérium du Québec |                  |                  |                  |                  |                  |                  |                  |                  |                  |                 |                 |                 |                 |                 |                 |                 |                 |                   |                   |                   |                   |                   |                   |                   | 3                    |
| Rallye du Maroc |                  |                  |                  |                  |                  |                  |                  |                  |                  |                 |                 |                 |                 |                 |                 |                 |                 |                   |                   |                   |                   |                   |                   |                   | 3                    |
| Rallye Olympus |                  |                  |                  |                  |                  |                  |                  |                  |                  |                 |                 |                 |                 |                 |                 |                 |                 |                   |                   |                   |                   |                   |                   |                   | 3                    |
| Rallye du Brésil |                  |                  |                  |                  |                  |                  |                  |                  |                  |                 |                 |                 |                 |                 |                 |                 |                 |                   |                   |                   |                   |                   |                   |                   | 2                    |
| Rallye Press on Regardless                                                                                                  |                  |                  |                  |                  |                  |                  |                  |                  |                  |                 |                 |                 |                 |                 |                 |                 |                 |                   |                   |                   |                   |                   |                   |                   | 2                    |
| Rallye autrichien des Alpes                                                                                                 |                  |                  |                  |                  |                  |                  |                  |                  |                  |                 |                 |                 |                 |                 |                 |                 |                 |                   |                   |                   |                   |                   |                   |                   | 1                    |
| Rallye d'Indonésie |                  |                  |                  |                  |                  |                  |                  |                  |                  |                 |                 |                 |                 |                 |                 |                 |                 |                   |                   |                   |                   |                   |                   |                   | 1                    |
| Rallye de Rideau Lakes |                  |                  |                  |                  |                  |                  |                  |                  |                  |                 |                 |                 |                 |                 |                 |                 |                 |                   |                   |                   |                   |                   |                   |                   | 1                    |
| Rallye de Pologne |                  |                  |                  |                  |                  |                  |                  |                  |                  |                 |                 |                 |                 |                 |                 |                 |                 |                   |                   |                   |                   |                   |                   |                   | 1                    |
| Total | 13               | 8                | 10               | 10               | 11               | 11               | 12               | 12               | 12               | 12              | 12              | 12              | 12              | 13              | 13              | 13              | 13              | 12                | 14                | 14                | 13                | 10                | 8                 | 9                 | 279                  |
| |                  |                  |                  |                  |                  |                  |                  |                  |                  |                 |                 |                 |                 |                 |                 |                 |                 |                   |                   |                   |                   |                   |                   |                   |                      |
| Légende : | Rallyes disputés | Rallyes disputés | Rallyes disputés | Rallyes disputés | Rallyes disputés | Rallyes disputés | Rallyes disputés | Rallyes disputés | Rallyes disputés | Rallyes annulés | Rallyes annulés | Rallyes annulés | Rallyes annulés | Rallyes annulés | Rallyes annulés | Rallyes annulés | Rallyes annulés | Résultats annulés | Résultats annulés | Résultats annulés | Résultats annulés | Résultats annulés | Résultats annulés | Résultats annulés | Résultats annulés    |
| |                  |                  |                  |                  |                  |                  |                  |                  |                  |                 |                 |                 |                 |                 |                 |                 |                 |                   |                   |                   |                   |                   |                   |                   |                      |
| 1 Crise du carburant. 2 Guerre des Malouines. 3 Résultats annulés après l'exclusion illégale de Peugeot. 4 Manque de neige. |                  |                  |                  |                  |                  |                  |                  |                  |                  |                 |                 |                 |                 |                 |                 |                 |                 |                   |                   |                   |                   |                   |                   |                   |                      |

### Évolution du calendrier depuis le passage au WRC
| Rallyes | 97               | 98               | 99               | 00               | 01               | 02               | 03               | 04               | 05                 | 06                 | 07                 | 08                 | 09                 | 10                 | 11                 | 12                 | 13            | 14            | 15            | 16            | 17            | 18            | 19            | 20  | 21  | 22 | 23 | Total sur la période |
| --- | ---------------- | ---------------- | ---------------- | ---------------- | ---------------- | ---------------- | ---------------- | ---------------- | ------------------ | ------------------ | ------------------ | ------------------ | ------------------ | ------------------ | ------------------ | ------------------ | ------------- | ------------- | ------------- | ------------- | ------------- | ------------- | ------------- | --- | --- | -- | -- | -------------------- |
| Rallye de Finlande |                  |                  |                  |                  |                  |                  |                  |                  |                    |                    |                    |                    |                    |                    |                    |                    |               |               |               |               |               |               |               | [8] |     |    |    | 26                   |
| Rallye de Catalogne |                  |                  |                  |                  |                  |                  |                  |                  |                    |                    |                    |                    |                    |                    |                    |                    |               |               |               |               |               |               |               |     |     |    |    | 25                   |
| Rallye de Suède |                  |                  |                  |                  |                  |                  |                  |                  |                    |                    |                    |                    |                    |                    |                    |                    |               |               |               |               |               |               |               |     | [8] |    |    | 25                   |
| Rallye Monte-Carlo |                  |                  |                  |                  |                  |                  |                  |                  |                    |                    |                    |                    |                    |                    |                    |                    |               |               |               |               |               |               |               |     |     |    |    | 24                   |
| Rallye de Grande-Bretagne |                  |                  |                  |                  |                  |                  |                  |                  |                    |                    |                    |                    |                    |                    |                    |                    |               |               |               |               |               |               |               | [8] | [9] |    |    | 23                   |
| Rallye d'Argentine |                  |                  |                  |                  |                  |                  |                  |                  |                    |                    |                    |                    |                    |                    |                    |                    |               |               |               |               |               |               |               | [8] |     |    |    | 22                   |
| Rallye du Portugal |                  |                  |                  |                  |                  |                  |                  |                  |                    |                    |                    |                    |                    |                    |                    |                    |               |               |               |               |               |               |               | [8] |     |    |    | 20                   |
| Rallye de l'Acropole |                  |                  |                  |                  |                  |                  |                  |                  |                    |                    |                    |                    |                    |                    |                    |                    |               |               |               |               |               |               |               |     |     |    |    | 19                   |
| Rallye d'Australie |                  |                  |                  |                  |                  |                  |                  |                  |                    |                    |                    |                    |                    |                    |                    |                    |               |               |               |               |               |               | [7]           |     |     |    |    | 18                   |
| Rallye de Sardaigne |                  |                  |                  |                  |                  |                  |                  |                  |                    |                    |                    |                    |                    |                    |                    |                    |               |               |               |               |               |               |               |     |     |    |    | 19                   |
| Rallye d'Allemagne |                  |                  |                  |                  |                  |                  |                  |                  |                    |                    |                    |                    |                    |                    |                    |                    |               |               |               |               |               |               |               | [8] |     |    |    | 17                   |
| Tour de Corse |                  |                  |                  |                  |                  |                  |                  |                  |                    |                    |                    |                    |                    |                    |                    |                    |               |               |               |               |               |               |               |     |     |    |    | 17                   |
| Rallye du Mexique |                  |                  |                  |                  |                  |                  |                  |                  |                    |                    |                    |                    |                    |                    |                    |                    |               |               |               |               |               |               |               |     |     |    |    | 17                   |
| Rallye de Nouvelle-Zélande |                  |                  |                  |                  |                  |                  |                  |                  |                    |                    |                    |                    |                    |                    |                    |                    |               |               |               |               |               |               |               | [8] |     |    |    | 15                   |
| Rallye de Turquie |                  |                  |                  |                  |                  |                  |                  |                  |                    |                    |                    |                    |                    |                    |                    |                    |               |               |               |               |               |               |               |     |     |    |    | 9                    |
| Rallye de Chypre |                  |                  |                  |                  |                  |                  |                  |                  |                    |                    |                    |                    |                    |                    |                    |                    |               |               |               |               |               |               |               |     |     |    |    | 8                    |
| Rallye Safari |                  |                  |                  |                  |                  |                  |                  |                  |                    |                    |                    |                    |                    |                    |                    |                    |               |               |               |               |               |               |               | [8] |     |    |    | 9                    |
| Rallye du Japon |                  |                  |                  |                  |                  |                  |                  |                  |                    |                    |                    |                    |                    |                    |                    |                    |               |               |               |               |               |               |               | [8] | [8] |    |    | 8                    |
| Rallye Sanremo |                  |                  |                  |                  |                  |                  |                  |                  |                    |                    |                    |                    |                    |                    |                    |                    |               |               |               |               |               |               |               |     |     |    |    | 7                    |
| Rallye d'Alsace |                  |                  |                  |                  |                  |                  |                  |                  |                    |                    |                    |                    |                    |                    |                    |                    |               |               |               |               |               |               |               |     |     |    |    | 5                    |
| Rallye de Pologne |                  |                  |                  |                  |                  |                  |                  |                  |                    |                    |                    |                    |                    |                    |                    |                    |               |               |               |               |               |               |               |     |     |    |    | 5                    |
| Rallye d'Estonie |                  |                  |                  |                  |                  |                  |                  |                  |                    |                    |                    |                    |                    |                    |                    |                    |               |               |               |               |               |               |               |     |     |    |    | 4                    |
| Rallye de Jordanie |                  |                  |                  |                  |                  |                  |                  |                  |                    |                    |                    |                    |                    |                    |                    |                    |               |               |               |               |               |               |               |     |     |    |    | 3                    |
| Rallye de Croatie |                  |                  |                  |                  |                  |                  |                  |                  |                    |                    |                    |                    |                    |                    |                    |                    |               |               |               |               |               |               |               |     |     |    |    | 3                    |
| Rallye d'Irlande |                  |                  |                  |                  |                  |                  |                  |                  |                    |                    |                    |                    |                    |                    |                    |                    |               |               |               |               |               |               |               |     |     |    |    | 2                    |
| Rallye de Monza |                  |                  |                  |                  |                  |                  |                  |                  |                    |                    |                    |                    |                    |                    |                    |                    |               |               |               |               |               |               |               |     |     |    |    | 2                    |
| Rallye de Norvège |                  |                  |                  |                  |                  |                  |                  |                  |                    |                    |                    |                    |                    |                    |                    |                    |               |               |               |               |               |               |               |     |     |    |    | 2                    |
| Rallye d'Ypres |                  |                  |                  |                  |                  |                  |                  |                  |                    |                    |                    |                    |                    |                    |                    |                    |               |               |               |               |               |               |               | [8] |     |    |    | 2                    |
| Rallye de Bulgarie |                  |                  |                  |                  |                  |                  |                  |                  |                    |                    |                    |                    |                    |                    |                    |                    |               |               |               |               |               |               |               |     |     |    |    | 1                    |
| Rallye de Chine |                  |                  |                  |                  |                  |                  |                  |                  |                    |                    |                    |                    |                    |                    |                    |                    |               |               |               | [6]           |               |               |               |     |     |    |    | 1                    |
| Rallye du Chili |                  |                  |                  |                  |                  |                  |                  |                  |                    |                    |                    |                    |                    |                    |                    |                    |               |               |               |               |               |               |               | [8] | [8] |    |    | 1                    |
| Rallye Arctique |                  |                  |                  |                  |                  |                  |                  |                  |                    |                    |                    |                    |                    |                    |                    |                    |               |               |               |               |               |               |               |     |     |    |    | 1                    |
| Rallye d'Europe Centrale |                  |                  |                  |                  |                  |                  |                  |                  |                    |                    |                    |                    |                    |                    |                    |                    |               |               |               |               |               |               |               |     |     |    |    | 1                    |
| Rallye d'Indonésie | [5]              |                  |                  |                  |                  |                  |                  |                  |                    |                    |                    |                    |                    |                    |                    |                    |               |               |               |               |               |               |               |     |     |    |    | 0                    |
| Total | 13               | 13               | 14               | 14               | 14               | 14               | 14               | 16               | 16                 | 16                 | 16                 | 15                 | 12                 | 13                 | 13                 | 13                 | 13            | 13            | 13            | 13            | 13            | 13            | 13            | 7   | 12  | 13 | 13 | 362                  |
| |                  |                  |                  |                  |                  |                  |                  |                  |                    |                    |                    |                    |                    |                    |                    |                    |               |               |               |               |               |               |               |     |     |    |    |                      |
| Légende : | Rallyes disputés | Rallyes disputés | Rallyes disputés | Rallyes disputés | Rallyes disputés | Rallyes disputés | Rallyes disputés | Rallyes disputés | Rallyes à disputer | Rallyes à disputer | Rallyes à disputer | Rallyes à disputer | Rallyes à disputer | Rallyes à disputer | Rallyes à disputer | Rallyes à disputer | Rallye annulé | Rallye annulé | Rallye annulé | Rallye annulé | Rallye annulé | Rallye annulé | Rallye annulé |     |     |    |    |                      |
| |                  |                  |                  |                  |                  |                  |                  |                  |                    |                    |                    |                    |                    |                    |                    |                    |               |               |               |               |               |               |               |     |     |    |    |                      |
| 5 Instabilité politique. 6 Rallye impraticable à la suite d'intempéries. 7 Rallye annulé pour cause d'incendies. 8 Rallyes annulés en raison de la pandémie de Covid-19. 9 Raison financière. |                  |                  |                  |                  |                  |                  |                  |                  |                    |                    |                    |                    |                    |                    |                    |                    |               |               |               |               |               |               |               |     |     |    |    |                      |

### Calendrier saison par saison
| Saison    | 1               | 2               | 3               | 4               | 5               | 6               | 7               | 8               | 9                 | 10                | 11                | 12                | 13                | 14                | 15                | 16                | 17                | Total |
| --------- | --------------- | --------------- | --------------- | --------------- | --------------- | --------------- | --------------- | --------------- | ----------------- | ----------------- | ----------------- | ----------------- | ----------------- | ----------------- | ----------------- | ----------------- | ----------------- | ----- |
| 1973      | MON             | SWE             | POR             | KEN             | MAR             | GRE             | POL             | FIN             | AUT               | ITA               | USA               | GBR               | FRA               |                   |                   |                   |                   | 13    |
| 1974      | MON             | SWE             | POR             | KEN             | GRE             | FIN             | ITA             | CAN             | USA               | GBR               | FRA               |                   |                   |                   |                   |                   |                   | 8     |
| 1975      | MON             | SWE             | KEN             | GRE             | MAR             | POR             | FIN             | ITA             | FRA               | GBR               |                   |                   |                   |                   |                   |                   |                   | 10    |
| 1976      | MON             | SWE             | POR             | KEN             | GRE             | MAR             | FIN             | ITA             | FRA               | GBR               |                   |                   |                   |                   |                   |                   |                   | 10    |
| 1977      | MON             | SWE             | POR             | KEN             | NZL             | GRE             | FIN             | CAN             | ITA               | FRA               | GBR               |                   |                   |                   |                   |                   |                   | 11    |
| 1978      | MON             | SWE             | KEN             | POR             | GRE             | FIN             | CAN             | ITA             | CIV               | FRA               | GBR               |                   |                   |                   |                   |                   |                   | 11    |
| 1979      | MON             | SWE             | POR             | KEN             | GRE             | NZL             | FIN             | CAN             | ITA               | FRA               | GBR               | CIV               |                   |                   |                   |                   |                   | 12    |
| 1980      | MON             | SWE             | POR             | KEN             | GRE             | ARG             | FIN             | NZL             | ITA               | FRA               | GBR               | CIV               |                   |                   |                   |                   |                   | 12    |
| 1981      | MON             | SWE             | POR             | KEN             | FRA             | GRE             | BRE             | ARG             | FIN               | ITA               | CIV               | GBR               |                   |                   |                   |                   |                   | 12    |
| 1982      | MON             | SWE             | POR             | KEN             | FRA             | GRE             | NZL             | ARG             | BRE               | FIN               | ITA               | CIV               | GBR               |                   |                   |                   |                   | 12    |
| 1983      | MON             | SWE             | POR             | KEN             | FRA             | GRE             | NZL             | ARG             | FIN               | ITA               | CIV               | GBR               |                   |                   |                   |                   |                   | 12    |
| 1984      | MON             | SWE             | POR             | KEN             | FRA             | GRE             | NZL             | ARG             | FIN               | ITA               | CIV               | GBR               |                   |                   |                   |                   |                   | 12    |
| 1985      | MON             | SWE             | POR             | KEN             | FRA             | GRE             | NZL             | ARG             | FIN               | ITA               | CIV               | GBR               |                   |                   |                   |                   |                   | 12    |
| 1986      | MON             | SWE             | POR             | KEN             | FRA             | GRE             | NZL             | ARG             | FIN               | CIV               | ITA               | GBR               | USA               |                   |                   |                   |                   | 12    |
| 1987      | MON             | SWE             | POR             | KEN             | FRA             | GRE             | USA             | NZL             | ARG               | FIN               | CIV               | ITA               | GBR               |                   |                   |                   |                   | 13    |
| 1988      | MON             | SWE             | POR             | KEN             | FRA             | GRE             | USA             | NZL             | ARG               | FIN               | CIV               | ITA               | GBR               |                   |                   |                   |                   | 13    |
| 1989      | SWE             | MON             | POR             | KEN             | FRA             | GRE             | NZL             | ARG             | FIN               | AUS               | ITA               | CIV               | GBR               |                   |                   |                   |                   | 13    |
| 1990      | MON             | SWE             | POR             | KEN             | FRA             | GRE             | NZL             | ARG             | FIN               | AUS               | ITA               | CIV               | GBR               |                   |                   |                   |                   | 12    |
| 1991      | MON             | SWE             | POR             | KEN             | FRA             | GRE             | NZL             | ARG             | FIN               | AUS               | ITA               | CIV               | ESP               | GBR               |                   |                   |                   | 14    |
| 1992      | MON             | SWE             | POR             | KEN             | FRA             | GRE             | NZL             | ARG             | FIN               | AUS               | ITA               | CIV               | ESP               | GBR               |                   |                   |                   | 14    |
| 1993      | MON             | SWE             | POR             | KEN             | FRA             | GRE             | ARG             | NZL             | FIN               | AUS               | ITA               | ESP               | GBR               |                   |                   |                   |                   | 13    |
| 1994      | MON             | POR             | KEN             | FRA             | GRE             | ARG             | NZL             | FIN             | ITA               | GBR               |                   |                   |                   |                   |                   |                   |                   | 10    |
| 1995      | MON             | SWE             | POR             | FRA             | NZL             | AUS             | ESP             | GBR             |                   |                   |                   |                   |                   |                   |                   |                   |                   | 8     |
| 1996      | SWE             | KEN             | INA             | GRE             | ARG             | FIN             | AUS             | ITA             | ESP               |                   |                   |                   |                   |                   |                   |                   |                   | 9     |
| 1997      | MON             | SWE             | KEN             | POR             | ESP             | FRA             | ARG             | GRE             | NZL               | FIN               | INA               | ITA               | AUS               | GBR               |                   |                   |                   | 14    |
| 1998      | MON             | SWE             | KEN             | POR             | ESP             | FRA             | ARG             | GRE             | NZL               | FIN               | INA               | ITA               | AUS               | GBR               |                   |                   |                   | 13    |
| 1999      | MON             | SWE             | KEN             | POR             | ESP             | FRA             | ARG             | GRE             | NZL               | FIN               | CHN               | ITA               | AUS               | GBR               |                   |                   |                   | 14    |
| 2000      | MON             | SWE             | KEN             | POR             | ESP             | ARG             | GRE             | NZL             | FIN               | CYP               | FRA               | ITA               | AUS               | GBR               |                   |                   |                   | 14    |
| 2001      | MON             | SWE             | POR             | ESP             | ARG             | CYP             | GRE             | KEN             | FIN               | NZL               | ITA               | FRA               | AUS               | GBR               |                   |                   |                   | 14    |
| 2002      | MON             | SWE             | FRA             | ESP             | CYP             | ARG             | GRE             | KEN             | FIN               | GER               | ITA               | NZL               | AUS               | GBR               |                   |                   |                   | 14    |
| 2003      | MON             | SWE             | TUR             | NZL             | ARG             | GRE             | CYP             | GER             | FIN               | AUS               | ITA               | FRA               | ESP               | GBR               |                   |                   |                   | 14    |
| 2004      | MON             | SWE             | MEX             | NZL             | CYP             | GRE             | TUR             | ARG             | FIN               | GER               | JPN               | GBR               | ITA               | FRA               | ESP               | AUS               |                   | 16    |
| 2005      | MON             | SWE             | MEX             | NZL             | ITA             | CYP             | TUR             | GRE             | ARG               | FIN               | GER               | GBR               | JPN               | FRA               | ESP               | AUS               |                   | 16    |
| 2006      | MON             | SWE             | MEX             | ESP             | FRA             | ARG             | ITA             | GRE             | GER               | FIN               | JPN               | CYP               | TUR               | AUS               | NZL               | GBR               |                   | 16    |
| 2007      | MON             | SWE             | NOR             | MEX             | POR             | ARG             | ITA             | GRE             | FIN               | GER               | NZL               | ESP               | FRA               | JPN               | IRL               | GBR               |                   | 16    |
| 2008      | MON             | SWE             | MEX             | ARG             | JOR             | ITA             | GRE             | TUR             | FIN               | GER               | NZL               | ESP               | FRA               | JPN               | GBR               |                   |                   | 15    |
| 2009      | IRL             | NOR             | CYP             | POR             | ARG             | ITA             | GRE             | POL             | FIN               | AUS               | ESP               | GBR               |                   |                   |                   |                   |                   | 12    |
| 2010      | SWE             | MEX             | JOR             | TUR             | NZL             | POR             | BUL             | FIN             | GER               | JPN               | FRA               | ESP               | GBR               |                   |                   |                   |                   | 13    |
| 2011      | SWE             | MEX             | POR             | JOR             | ITA             | ARG             | GRE             | FIN             | GER               | AUS               | FRA               | ESP               | GBR               |                   |                   |                   |                   | 13    |
| 2012      | MON             | SWE             | MEX             | POR             | ARG             | GRE             | NZL             | FIN             | GER               | GBR               | FRA               | ITA               | ESP               |                   |                   |                   |                   | 13    |
| 2013      | MON             | SWE             | MEX             | POR             | ARG             | GRE             | ITA             | FIN             | GER               | AUS               | FRA               | ESP               | GBR               |                   |                   |                   |                   | 13    |
| 2014      | MON             | SWE             | MEX             | POR             | ARG             | ITA             | POL             | FIN             | GER               | AUS               | FRA               | ESP               | GBR               |                   |                   |                   |                   | 13    |
| 2015      | MON             | SWE             | MEX             | POR             | ARG             | ITA             | POL             | FIN             | GER               | AUS               | FRA               | ESP               | GBR               |                   |                   |                   |                   | 13    |
| 2016      | MON             | SWE             | MEX             | ARG             | POR             | ITA             | POL             | FIN             | GER               | CHN               | FRA               | ESP               | GBR               | AUS               |                   |                   |                   | 14    |
| 2017      | MON             | SWE             | MEX             | FRA             | ARG             | POR             | ITA             | POL             | FIN               | GER               | ESP               | GBR               | AUS               |                   |                   |                   |                   | 13    |
| 2018      | MON             | SWE             | MEX             | FRA             | ARG             | POR             | ITA             | FIN             | GER               | TUR               | GBR               | ESP               | AUS               |                   |                   |                   |                   | 13    |
| 2019      | MON             | SWE             | MEX             | FRA             | ARG             | CHL             | POR             | ITA             | FIN               | GER               | TUR               | GBR               | ESP               | AUS               |                   |                   |                   | 14    |
| 2020      | MON             | SWE             | MEX             | CHL             | ARG             | POR             | KEN             | FIN             | NZL               | EST               | TUR               | ITA               | GER               | GBR               | BEL               | JAP               | MON               | 17    |
| 2021      | MON             | SWE             | ARC             | CRO             | POR             | ITA             | KEN             | EST             | BEL               | GBR               | CHL               | GRE               | FIN               | ESP               | JAP               | MON               |                   | 17    |
| 2022      | MON             | SWE             | CRO             | POR             | ITA             | KEN             | EST             | FIN             | BEL               | GRE               | NZL               | ESP               | JAP               |                   |                   |                   |                   | 13    |
| 2023      | MON             | SWE             | MEX             | CRO             | POR             | ITA             | KEN             | EST             | FIN               | GRE               | CHI               | UE                | JPN               |                   |                   |                   |                   | 13    |
|           |                 |                 |                 |                 |                 |                 |                 |                 |                   |                   |                   |                   |                   |                   |                   |                   |                   |       |
| Légende : | Rallyes annulés | Rallyes annulés | Rallyes annulés | Rallyes annulés | Rallyes annulés | Rallyes annulés | Rallyes annulés | Rallyes annulés | Résultats annulés | Résultats annulés | Résultats annulés | Résultats annulés | Résultats annulés | Résultats annulés | Résultats annulés | Résultats annulés | Résultats annulés |       |

## Personnalités du rallye

### Pilotes célèbres
- Sébastien Loeb
- Sébastien Ogier
- Didier Auriol
- Adrien Fourmaux
- Yves Loubet
- François Delecour
- Gilles Panizzi
- Philippe Bugalski
- Michèle Mouton
- Guy Fréquelin
- Bruno Saby
- Alain Oreille
- Jean Ragnotti
- Bernard Darniche
- Jean-Pierre Nicolas
- Jean-Luc Thérier
- Jean-Claude Andruet
- Bernard Béguin
- Alain Ambrosino
- Jean Trévoux (« précurseur », années 1930 à 50)
- Mikko Hirvonen
- Jari-Matti Latvala
- Marcus Grönholm
- Tommi Mäkinen
- Harri Rovanperä
- Kalle Rovanperä
- Esapekka Lappi
- Juha Kankkunen
- Markku Alén
- Timo Salonen
- Henri Toivonen
- Ari Vatanen
- Hannu Mikkola
- Timo Mäkinen (« précurseur », et WRC)
- Pauli Toivonen (« précurseur », années 1960)
- Stig Blomqvist
- Björn Waldegård
- Kenneth Eriksson
- Ove Andersson
- Erik Carlsson (« précurseur », années 1960)
- Gunnar Andersson (« précurseur », années 1950-60)
- Mats Jonsson
- Ingvar Carlsson
- Mikael Ericsson
- Achim Warmbold
- Armin Schwarz
- Walter Röhrl
- Walter Schock (« précurseur », années 50)
- Colin McRae
- Richard Burns
- Elfyn Evans
- Kris Meeke
- Jesús Puras
- Carlos Sainz
- Daniel Sordo
- Petter Solberg
- Mads Østberg
- Andreas Mikkelsen
- Miki Biasion
- Sandro Munari
- François Duval
- Thierry Neuville
- Markko Märtin
- Ott Tänak
- Shekhar Mehta
- Kenjirō Shinozuka
- Takamoto Katsuta
- Franz Wittmann
- John Buffum
- Hayden Paddon
- Walter Boyce
- Jorge Recalde
- Gustavo Trelles
- Joaquim Moutinho
- Nasser al-Attiyah
- Sobieslaw Zasada (« précurseur », et CIM)

### Copilotes célèbres
- Daniel Elena, copilote de Sébastien Loeb, le plus titré de l'histoire du championnat du monde (à neuf reprises)
- Julien Ingrassia, champion du monde, copilote de Sébastien Ogier
- Denis Giraudet, copilote de Didier Auriol, Juha Kankkunen, Armin Schwarz, François Duval, Nicolas Vouilloz, Stéphane Sarrazin, Patrick Bernardini, Daniel Carlsson, Jean-François Mourgues, Thomas Radstrom, Evgeny Novikov... (175 départs (record), 25 podiums avec 7 pilotes différents (record), et dernier podium à 56 ans (record), au Portugal en 2012 avec ce dernier)
- Bernard Occelli, champion du monde, ancien copilote de Didier Auriol, Yves Loubet, Patrick Bernardini...
- Daniel Grataloup, champion du monde, ancien copilote de Bruno Saby, François Delecour, Éric Mauffrey
- Anne-Chantal Pauwels, ancienne copilote de François Delecour, Isolde Holderied, Jean-Louis Schlesser, Yvan Müller
- Gilles Thimonier, champion du monde Groupe N (avec record en 1989; quintuple champion de France), copilote d'Alain Oreille, Jean Ragnotti, Marc Duez, Sylvain Polo, Francis Mariani...
- Alain Mahé, ancien copilote de Bernard Darniche
- Jean Todt, vice-champion du monde, ancien copilote de Jean-Claude Andruet, Jean-François Piot, Bernard Constens, Jean-Pierre Beltoise, Patrick Depailler, Jean-Pierre Nicolas, Ove Andersson, Rauno Aaltonen, Achim Warmbold, Hannu Mikkola, Timo Mäkinen, Guy Fréquelin...
- Christian Delferier, ancien copilote de Gérard Larrousse, Jean-Luc Thérier, Jean-Pierre Nicolas, Guy Fréquelin, Jean-Claude Andruet, Alain Ambrosino..., et en rallye-raids d'Andrew Cowan, Erwin Weber, Hiroshi Masuoka, Timo Salonen, Ari Vatanen...
- Nicolas Gilsoul, copilote de Thierry Neuville
- Ilkka Kivimäki, ancien copilote de Markku Alén
- Risto Mannisenmäki, ancien copilote de Tommi Mäkinen
- Timo Rautiainen, double champion du monde avec Marcus Grönholm
- Seppo Harjanne, triple champion du monde avec Timo Salonen et Tommi Mäkinen
- Juha Piironen, premier triple champion du monde avec Juha Kankkunen
- Jarmo Lehtinen, copilote de Mikko Hirvonen
- Henry Liddon, ancien copilote de Paddy Hopkirk, Tony Fall, Timo Mäkinen (essentiellement), Shekhar Mehta, Ove Andersson, Rauno Aaltonen, Simo Lampinen, Hannu Mikkola, Jean-Pierre Nicolas...
- Nicky Grist, ancien copilote de Armin Schwarz, Juha Kankkunen, Colin McRae
- Phil Mills, ancien copilote de Armin Schwarz et Peter Solberg
- Derek Ringer, ancien copilote de Colin McRae, Katsuhiko Taguchi, Travis Prastana, Martin Rowe
- Michael Park, ancien copilote de Markko Märtin, décédé en course lors du rallye de Grande-Bretagne 2005 (tout comme Sergio Cresto, autre vainqueur en WRC)
- David Richards, ancien copilote d'Ari Vatanen, actuellement patron de Prodrive
- Hans Thorszelius, ancien copilote de Björn Waldegård
- Björn Cederberg, ancien copilote de Ove Eriksson, Per Eklund, Stig Blomqvist
- Arne Hertz, ancien copilote de Stig Blomqvist, Björn Waldegård, Hannu Mikkola, Grégoire De Mévius, Armin Schwarz, Yoshio Fujimoto, Abdullah Bakhashab, Michèle Mouton, Martin Brundle...
- Gunnar Palm, ancien copilote de Erik Carlsson, Bengt Söderström, Tony Fall, Ove Andersson, Hannu Mikkola, Timo Mäkinen...
- Tiziano Siviero, ancien copilote de Massimo Biasion
- Fabrizia Pons, ancienne copilote de Michèle Mouton, Ari Vatanen, Hannu Mikkola, Piero Liatti
- Luís Moya, ancien copilote de Carlos Sainz
- Christian Geistdörfer, ancien copilote de Walter Röhrl

## Voitures
Les voitures de plus haut niveau du WRC sont les World Rally Cars. Celles-ci sont équipées d'un moteur de 1,6 litre de cylindrée turbocompressé et d'une transmission intégrale. Elles sont limitées par une bride à l'admission de 33 mm à environ 225 kW (380 ch). Les voitures actuellement engagées officiellement sont la Toyota Yaris WRC , la Ford Puma WRC et la Hyundai i20 WRC.
Jusqu'en 1986, la catégorie reine en rallye était le Groupe B (anciennement Groupe 4). À cause de l'augmentation de la puissance, et à la suite des accidents dramatiques de la saison 1986, le Groupe B a été définitivement banni au profit du Groupe A. Plus tard en 1997, les voitures du Groupe A ont évolué dans diverses éditions pour faciliter le développement de nouvelles voitures dans la compétition, via la réglementation World Rally Cars.
Le championnat du monde des Rallyes est aussi décliné en deux autres versions : le championnat du monde des rallyes des voitures de production (PWRC) et le championnat du monde des rallyes junior (JWRC), qui a retrouvé son statut mondial, après une saison, 2007, où il ne disputait que sur des manches européennes.
À partir de 2008, Pirelli est devenu le fournisseur exclusif de pneumatiques pour les voitures à transmission intégrale, ainsi que pour les concurrents du JWRC. Depuis 2011, les pilotes ont le choix entre Michelin et DMACK. À partir de 2014, Pirelli s'ajoute à cette liste.
Catégories :
- Groupes Rally (en)
- Groupe R
- Groupe A
- Groupe B
- Groupe N (la Renault Super 5 GT Turbo pilotée par Alain Oreille en 1989 est la seule voiture du groupe N à avoir remporté une épreuve du WRC)

### Coupe FIA des dames
| Année | Pilote               |
| ----- | -------------------- |
| 1990  | Louise Aitken-Walker |
| 1991  | Minna Sillankorva    |
| 1992  | Eija Jurvanen        |
| 1993  | Christine Driano     |
| 1994  | Isolde Holderied     |
| 1995  | Isolde Holderied     |

### Coupe FIA 2-Litres tourisme des constructeurs
| Année | Marque                  |
| ----- | ----------------------- |
| 1993  | / General Motors Europe |
| 1994  | Škoda                   |
| 1995  | Peugeot                 |
| 1996  | Seat                    |
| 1997  | Seat                    |
| 1998  | Seat                    |
| 1999  | Renault                 |

### Coupe FIA des équipes privées
| Année | Équipe                                         |
| ----- | ---------------------------------------------- |
| 1998  | H.F. Grifone team                              |
| 1999  | Luís Climent (Valencia Terra y Mar team)       |
| 2000  | Toshi Arai (Spike Subaru team)                 |
| 2001  | Henrik Lundgaard (Toyota Castrol Denmark team) |

## Identité visuelle

Logos du Championnat du monde des Rallyes
Logo de 1987 à 2000.
Logo de 2000 à 2022.
Logo depuis 2022.